# センナヤ広場駅
センナヤ広場駅（センナヤひろばえき、ロシア語: станция «Сенная площадь»、スタンツィヤ「スィエンナーヤ・プローシャチ」）は、ロシアのサンクトペテルブルク市アドミラルチェイスキー区（海軍省区）センナヤ広場にあるサンクトペテルブルク地下鉄の駅である。

## 接続路線

### 鉄道
- サンクトペテルブルク地下鉄
  - 4号線 - スパスカヤ駅
  - 5号線 - サドーヴァヤ駅
    - 地下通路で繋がっているため、改札を通らずに乗換可能である。また、センナヤ広場駅の改札を入場後スパスカヤ駅・サドーヴァヤ駅から電車に乗車すること、あるいはその逆も可能である。

### 路面電車・トロリーバス・バス・乗合タクシー
- センナヤ広場駅前（駅前方）
  - ヴィボルグ区方面：　路面電車（観光系統）、バス（49系統）、乗合タクシー（212系統）
  - クラスノグヴァルデイスキー（赤衛隊）広場方面：　バス（181系統）
- センナヤ広場駅前（サドーヴァヤ（庭園）通り北側）
  - プルコヴォ空港方面：　乗合タクシー（3・213系統）
  - ツルゲーネフ広場方面：　路面電車（観光系統）、バス（49・181系統）、乗合タクシー（169・212系統）
- サドーヴァヤ（庭園）通り（駅東方、ゴロホヴァヤ（豌豆）通り西側）
  - ヴィチェプスク駅→エレクトロシラ方面：　トロリーバス（17系統）、乗合タクシー（187・190・209系統）
- サドーヴァヤ（庭園）通り（駅東方、ゴロホヴァヤ（豌豆）通り東側）
  - アドミラルチェイストヴァ（旧海軍省）方面：　トロリーバス（17系統）、乗合タクシー（187・190・209系統）
- モスコフスキー（モスクワ）大通り（駅西方、モスコフスキー（モスクワ）大通り東側）
  - ツルゲーネフ広場方面：　バス（71系統）、乗合タクシー（115系統）
  - プリモルスキー方面：　乗合タクシー（124・186・350系統）
- モスコフスキー（モスクワ）大通り（駅西方、モスコフスキー（モスクワ）大通り西側）
  - プルコヴォ空港方面：　バス（70系統）、乗合タクシー（3・36・124・186・213・350系統）
- センナヤ広場（駅西方、モスコフスキー（モスクワ）大通りより西）
  - ツルゲーネフ広場方面：　路面電車（3・観光系統）、バス（49・71・181系統）、乗合タクシー（7・115・195・212系統）
  - プリモルスキー（沿海）方面：　乗合タクシー（124・186・350系統）

## 駅構造
地下55mに島式プラットホームがある地下駅である。コンコース・改札は地上にある。
- 北行：パルナス方面
- 南行：クプチノ方面

## 利用状況
乗車人員は1,623,621人／月、53,344人／日である。

## 駅周辺
- センナヤ広場
- モイカ宮殿

## 歴史
- 1963年7月1日　地下鉄2号線　テフノロギチェスキー・インスティトゥト（工科大学）～ペトログラツカヤ間開通と同時に開業。地上駅舎は1961年まで存在し、スパスカヤ駅の名称の由来である「干草の上の救世主教会（ロシア語版）」の跡地に建てられた。
- 1999年6月10日　地上駅舎の屋根が崩落して7人が死亡。
- 2017年4月3日　当駅とテフノロギチェスキー・インスティトゥト駅の間を走る地下鉄車内において爆破テロ事件が起きた。

## 隣の駅
サンクトペテルブルク地下鉄
■2号線（モスクワ・ペトログラード線）
テフノロギチェスキー・インスティトゥト（工科大学） - センナヤ広場 - ネフスキー大通り